# Ploská
Ploská je odlesněný horský vrchol na Slovensku v pohoří Velká Fatra. Má nadmořskou výšku 1532 metrů.

## Poloha
Leží v závěru Ľubochnianské doliny, na styku tří hlavních hřebenů pohoří: směrem k severovýchodu vybíhá liptovský hřeben s horou Rakytov, k severu se táhne turčianský hřeben s nejvyšším vrcholem Kľak a k jihu hřeben s nejvyšším vrcholem celého pohoří jímž je Ostredok. Temeno je ploché, svahy však jsou velmi strmé takže v zimním období zde často padají laviny.

## Přístup
- po  červené turistické značce č. 0870 (Velkofatranská magistrála) z Chyžek
- po  červené turistické značce č. 0870 (Velkofatranská magistrála) z chaty pod Borišovem
- po  žluté turistické značce č. 8604 ze sedla Ploskej

## Okolí
Na západním svahu vyvěrá Necpalský potok, na východní straně pramení potok Ľubochnianka. Západně se nachází vrch Borišov, od kterého jej odděluje výrazné horské sedlo.

## Laviny
Plochý vrchol a strmé svahy Ploské vytvářejí velmi nebezpečnou terénní konfiguraci ke vzniku lavin. Zvláště západní úbočí je vyhlášené samovolnými sesuvy sněhu už při nízkém stupni lavinového nebezpečí v okolním pohoří. Traverzuje ho letní turistická stezka (modrá značka) nad uzávěrem Necpalské doliny, která zkracuje cestu k chatě Pod Borišovom. V zimě je to smrtelná past, ve které už zemřelo více neopatrných turistů.